# Vuelta a Colombia Femenina 2022
La 7.ª edición de la Vuelta a Colombia Femenina fue una carrera de ciclismo en ruta por etapas que se celebró entre el 9 y el 14 de agosto de 2022 con inicio en el municipio de Sopó y final en la ciudad de Bucaramanga en Colombia. El recorrido constó de un total de 6 etapas sobre una distancia total de 536,8 km.
La carrera hizo parte del circuito Calendario UCI Femenino 2022 dentro de la categoría 2.2 y fue ganada por la colombiana Diana Peñuela del DNA Pro Cycling. El segundo y tercer lugar lo ocuparon respectivamente la colombiana Lina Hernández del Colombia Tierra de Atletas y la mexicana Anet Barrera del DNA Pro Cycling.

## Equipos participantes
Tomaron la partida un total de 28 equipos, de los cuales 3 son de categoría UCI Continental, 22 Equipos femeninos de ciclismo amateur y 3 Selecciones nacionales, quienes conformaron un pelotón de 150 ciclistas de las cuales terminaron 112. Los equipos participantes fueron:
| UCI Women's continental teams (2)- Colombia Tierra De Atletas-GW-Shimano - Team Illuminate Equipos nacionales (3)- Colombia - Costa Rica - Guatemala Equipo ciclista aficionado- Fundación Team Recapi Equipos femeninos de ciclismo amateur (21)- Av. Cycling Store Bike - Avinal - Bogotá IDRD-Fundación Gero - Boyacá Avanza - Ciclismo Capital LMC Bogotá - Colnago CM - Fuerzas Armadas-Ejército Nacional - Indenorte-IMRD Manzur - Julbo-KOM Santurbike Santander - Liciclismo Boyacá-Droguería Alfa - Liga de Santander - Liro Sport - Merquimia Team - Movistar Team Ecuador - Picap-Hyfsport-Alaburguer - Proyecta-Rectificadora-Hacienda La Chimba - San Mateo Procycling - Sistecrédito-GW - Supergiros-Alcaldía de Manizales - Team Fundecom - Team Polibikes Dosquebradas Unknown team category- DNA Pro Cycling |
| |

## Etapas
| Etapa     | Fecha     | Recorrido                 | type                    | Distancia (km) | Ganador             | Líder         |
| --------- | --------- | ------------------------- | ----------------------- | -------------- | ------------------- | ------------- |
| 1.ª etapa | 9 de ago  | Sopó – Tunja              | etapa de media montaña  | 112,2          | Diana Peñuela       | Diana Peñuela |
| 2.ª etapa | 10 de ago | Paipa – Villa de Leyva    | etapa escarpada         | 97,8           | Diana Peñuela       | Diana Peñuela |
| 3.ª etapa | 11 de ago | Chiquinquirá – Oiba       | etapa llana             | 111,8          | Diana Peñuela       | Diana Peñuela |
| 4.ª etapa | 12 de ago | San Gil – Barichara       | contrarreloj individual | 21,3           | Diana Peñuela       | Diana Peñuela |
| 5.ª etapa | 13 de ago | Curití – Bucaramanga      | etapa de media montaña  | 103,4          | Estefanía Herrera   | Diana Peñuela |
| 6.ª etapa | 14 de ago | Bucaramanga – Bucaramanga | etapa escarpada         | 90,3           | Andrea Alzate Gómez | Diana Peñuela |

## Desarrollo de la carrera

### 1.ª etapa
| Sopó - Tunja | etapa de media montaña | (112,2 km) |

| \| Clasificación de la etapa \| Clasificación de la etapa \| Clasificación de la etapa \| Clasificación de la etapa \| Clasificación de la etapa \| \| Ciclista \| Ciclista \| Equipo \| Tiempo \| \| \| ------------------------- \| ------------------------- \| ------------------------------------- \| ------------------------- \| ------------------------- \| \| 1.ª \| Diana Peñuela \| DNA Pro Cycling \| 3 h 13 min 01 s \| \| \| 2.ª \| Lina Hernández \| Colombia Tierra De Atletas-GW-Shimano \| + 1 s \| \| \| 3.ª \| Carolina Vargas \| Colnago CM \| + 5 s \| \| \| 4.ª \| Jennifer Ducuara \| Colombia Tierra De Atletas-GW-Shimano \| + 6 s \| \| \| 5.ª \| Milena Fagua \| Boyacá Avanza \| + 9 s \| \| \| 6.ª \| Estefanía Herrera \| Colombia Tierra De Atletas-GW-Shimano \| + 15 s \| \| \| 7.ª \| Erika Milena Botero \| Sistecrédito-GW \| + 15 s \| \| \| 8.ª \| Ana Cristina Sanabria \| Colombia Tierra De Atletas-GW-Shimano \| + 15 s \| \| \| 9.ª \| Carolina Cordoba \| Boyacá Avanza \| + 15 s \| \| \| 10.ª \| Maria Camila Atahualpa \| Sistecrédito-GW \| + 15 s \| \| |                        |                                       |                 |
| |                        |                                       |                 |
| Fuente: ProCyclingStats |                        |                                       |                 |
| Clasificación de la etapa |                        |                                       |                 |
| Ciclista | Ciclista               | Equipo                                | Tiempo          |
| 1.ª | Diana Peñuela          | DNA Pro Cycling                       | 3 h 13 min 01 s |
| 2.ª | Lina Hernández         | Colombia Tierra De Atletas-GW-Shimano | + 1 s           |
| 3.ª | Carolina Vargas        | Colnago CM                            | + 5 s           |
| 4.ª | Jennifer Ducuara       | Colombia Tierra De Atletas-GW-Shimano | + 6 s           |
| 5.ª | Milena Fagua           | Boyacá Avanza                         | + 9 s           |
| 6.ª | Estefanía Herrera      | Colombia Tierra De Atletas-GW-Shimano | + 15 s          |
| 7.ª | Erika Milena Botero    | Sistecrédito-GW                       | + 15 s          |
| 8.ª | Ana Cristina Sanabria  | Colombia Tierra De Atletas-GW-Shimano | + 15 s          |
| 9.ª | Carolina Cordoba       | Boyacá Avanza                         | + 15 s          |
| 10.ª | Maria Camila Atahualpa | Sistecrédito-GW                       | + 15 s          |

| \| Clasificación general \| Clasificación general \| Clasificación general \| Clasificación general \| Clasificación general \| \| Ciclista \| Ciclista \| Equipo \| Tiempo \| \| \| --------------------- \| ---------------------- \| ------------------------------------- \| --------------------- \| --------------------- \| \| 1.ª \| Diana Peñuela \| DNA Pro Cycling \| 3 h 12 min 51 s \| \| \| 2.ª \| Lina Hernández \| Colombia Tierra De Atletas-GW-Shimano \| + 5 s \| \| \| 3.ª \| Carolina Vargas \| Colnago CM \| + 11 s \| \| \| 4.ª \| Jennifer Ducuara \| Colombia Tierra De Atletas-GW-Shimano \| + 16 s \| \| \| 5.ª \| Milena Fagua \| Boyacá Avanza \| + 19 s \| \| \| 6.ª \| Estefanía Herrera \| Colombia Tierra De Atletas-GW-Shimano \| + 25 s \| \| \| 7.ª \| Erika Milena Botero \| Sistecrédito-GW \| + 25 s \| \| \| 8.ª \| Ana Cristina Sanabria \| Colombia Tierra De Atletas-GW-Shimano \| + 25 s \| \| \| 9.ª \| Carolina Cordoba \| Boyacá Avanza \| + 25 s \| \| \| 10.ª \| Maria Camila Atahualpa \| Sistecrédito-GW \| + 25 s \| \| |                        |                                       |                 |
| |                        |                                       |                 |
| Fuente: ProCyclingStats |                        |                                       |                 |
| Clasificación general |                        |                                       |                 |
| Ciclista | Ciclista               | Equipo                                | Tiempo          |
| 1.ª | Diana Peñuela          | DNA Pro Cycling                       | 3 h 12 min 51 s |
| 2.ª | Lina Hernández         | Colombia Tierra De Atletas-GW-Shimano | + 5 s           |
| 3.ª | Carolina Vargas        | Colnago CM                            | + 11 s          |
| 4.ª | Jennifer Ducuara       | Colombia Tierra De Atletas-GW-Shimano | + 16 s          |
| 5.ª | Milena Fagua           | Boyacá Avanza                         | + 19 s          |
| 6.ª | Estefanía Herrera      | Colombia Tierra De Atletas-GW-Shimano | + 25 s          |
| 7.ª | Erika Milena Botero    | Sistecrédito-GW                       | + 25 s          |
| 8.ª | Ana Cristina Sanabria  | Colombia Tierra De Atletas-GW-Shimano | + 25 s          |
| 9.ª | Carolina Cordoba       | Boyacá Avanza                         | + 25 s          |
| 10.ª | Maria Camila Atahualpa | Sistecrédito-GW                       | + 25 s          |

### 2.ª etapa
| Paipa - Villa de Leyva | etapa escarpada | (97,8 km) |

| \| Clasificación de la etapa \| Clasificación de la etapa \| Clasificación de la etapa \| Clasificación de la etapa \| Clasificación de la etapa \| \| Ciclista \| Ciclista \| Equipo \| Tiempo \| \| \| ------------------------- \| ------------------------- \| ------------------------------------- \| ------------------------- \| ------------------------- \| \| 1.ª \| Diana Peñuela \| DNA Pro Cycling \| 2 h 44 min 08 s \| \| \| 2.ª \| Lina Hernández \| Colombia Tierra De Atletas-GW-Shimano \| + 0 s \| \| \| 3.ª \| Carolina Vargas \| Colnago CM \| + 0 s \| \| \| 4.ª \| Andrea Alzate Gómez \| Colnago CM \| + 0 s \| \| \| 5.ª \| Jennifer Ducuara \| Colombia Tierra De Atletas-GW-Shimano \| + 0 s \| \| \| 6.ª \| Maria Camila Atahualpa \| Sistecrédito-GW \| + 0 s \| \| \| 7.ª \| Milena Fagua \| Boyacá Avanza \| + 0 s \| \| \| 8.ª \| Laura Daniela Rojas \| Boyacá Avanza \| + 0 s \| \| \| 9.ª \| Erika Milena Botero \| Sistecrédito-GW \| + 0 s \| \| \| 10.ª \| Carolina Cordoba \| Boyacá Avanza \| + 0 s \| \| |                        |                                       |                 |
| |                        |                                       |                 |
| Fuente: ProCyclingStats |                        |                                       |                 |
| Clasificación de la etapa |                        |                                       |                 |
| Ciclista | Ciclista               | Equipo                                | Tiempo          |
| 1.ª | Diana Peñuela          | DNA Pro Cycling                       | 2 h 44 min 08 s |
| 2.ª | Lina Hernández         | Colombia Tierra De Atletas-GW-Shimano | + 0 s           |
| 3.ª | Carolina Vargas        | Colnago CM                            | + 0 s           |
| 4.ª | Andrea Alzate Gómez    | Colnago CM                            | + 0 s           |
| 5.ª | Jennifer Ducuara       | Colombia Tierra De Atletas-GW-Shimano | + 0 s           |
| 6.ª | Maria Camila Atahualpa | Sistecrédito-GW                       | + 0 s           |
| 7.ª | Milena Fagua           | Boyacá Avanza                         | + 0 s           |
| 8.ª | Laura Daniela Rojas    | Boyacá Avanza                         | + 0 s           |
| 9.ª | Erika Milena Botero    | Sistecrédito-GW                       | + 0 s           |
| 10.ª | Carolina Cordoba       | Boyacá Avanza                         | + 0 s           |

| \| Clasificación general \| Clasificación general \| Clasificación general \| Clasificación general \| Clasificación general \| \| Ciclista \| Ciclista \| Equipo \| Tiempo \| \| \| --------------------- \| ---------------------- \| ------------------------------------- \| --------------------- \| --------------------- \| \| 1.ª \| Diana Peñuela \| DNA Pro Cycling \| 5 h 56 min 46 s \| \| \| 2.ª \| Lina Hernández \| Colombia Tierra De Atletas-GW-Shimano \| + 12 s \| \| \| 3.ª \| Carolina Vargas \| Colnago CM \| + 20 s \| \| \| 4.ª \| Jennifer Ducuara \| Colombia Tierra De Atletas-GW-Shimano \| + 29 s \| \| \| 5.ª \| Milena Fagua \| Boyacá Avanza \| + 32 s \| \| \| 6.ª \| Ana Cristina Sanabria \| Colombia Tierra De Atletas-GW-Shimano \| + 36 s \| \| \| 7.ª \| Estefanía Herrera \| Colombia Tierra De Atletas-GW-Shimano \| + 37 s \| \| \| 8.ª \| Maria Camila Atahualpa \| Sistecrédito-GW \| + 38 s \| \| \| 9.ª \| Erika Milena Botero \| Sistecrédito-GW \| + 38 s \| \| \| 10.ª \| Carolina Cordoba \| Boyacá Avanza \| + 38 s \| \| |                        |                                       |                 |
| |                        |                                       |                 |
| Fuente: ProCyclingStats |                        |                                       |                 |
| Clasificación general |                        |                                       |                 |
| Ciclista | Ciclista               | Equipo                                | Tiempo          |
| 1.ª | Diana Peñuela          | DNA Pro Cycling                       | 5 h 56 min 46 s |
| 2.ª | Lina Hernández         | Colombia Tierra De Atletas-GW-Shimano | + 12 s          |
| 3.ª | Carolina Vargas        | Colnago CM                            | + 20 s          |
| 4.ª | Jennifer Ducuara       | Colombia Tierra De Atletas-GW-Shimano | + 29 s          |
| 5.ª | Milena Fagua           | Boyacá Avanza                         | + 32 s          |
| 6.ª | Ana Cristina Sanabria  | Colombia Tierra De Atletas-GW-Shimano | + 36 s          |
| 7.ª | Estefanía Herrera      | Colombia Tierra De Atletas-GW-Shimano | + 37 s          |
| 8.ª | Maria Camila Atahualpa | Sistecrédito-GW                       | + 38 s          |
| 9.ª | Erika Milena Botero    | Sistecrédito-GW                       | + 38 s          |
| 10.ª | Carolina Cordoba       | Boyacá Avanza                         | + 38 s          |

### 3.ª etapa
| Chiquinquirá - Oiba | etapa llana | (111,8 km) |

| \| Clasificación de la etapa \| Clasificación de la etapa \| Clasificación de la etapa \| Clasificación de la etapa \| Clasificación de la etapa \| \| Ciclista \| Ciclista \| Equipo \| Tiempo \| \| \| ------------------------- \| ------------------------- \| ------------------------------------- \| ------------------------- \| ------------------------- \| \| 1.ª \| Diana Peñuela \| DNA Pro Cycling \| 2 h 45 min 22 s \| \| \| 2.ª \| Andrea Alzate Gómez \| Colnago CM \| + 2 s \| \| \| 3.ª \| Lina Hernández \| Colombia Tierra De Atletas-GW-Shimano \| + 2 s \| \| \| 4.ª \| Jennifer Ducuara \| Colombia Tierra De Atletas-GW-Shimano \| + 2 s \| \| \| 5.ª \| Genesis Cortes \| Indenorte-IMRD Manzur \| + 2 s \| \| \| 6.ª \| Milena Fagua \| Boyacá Avanza \| + 2 s \| \| \| 7.ª \| Esther Galarza \| Avinal \| + 2 s \| \| \| 8.ª \| Carolina Vargas \| Colnago CM \| + 8 s \| \| \| 9.ª \| Maria Camila Atahualpa \| Sistecrédito-GW \| + 9 s \| \| \| 10.ª \| Ana Cristina Sanabria \| Colombia Tierra De Atletas-GW-Shimano \| + 9 s \| \| |                        |                                       |                 |
| |                        |                                       |                 |
| Fuente: ProCyclingStats |                        |                                       |                 |
| Clasificación de la etapa |                        |                                       |                 |
| Ciclista | Ciclista               | Equipo                                | Tiempo          |
| 1.ª | Diana Peñuela          | DNA Pro Cycling                       | 2 h 45 min 22 s |
| 2.ª | Andrea Alzate Gómez    | Colnago CM                            | + 2 s           |
| 3.ª | Lina Hernández         | Colombia Tierra De Atletas-GW-Shimano | + 2 s           |
| 4.ª | Jennifer Ducuara       | Colombia Tierra De Atletas-GW-Shimano | + 2 s           |
| 5.ª | Genesis Cortes         | Indenorte-IMRD Manzur                 | + 2 s           |
| 6.ª | Milena Fagua           | Boyacá Avanza                         | + 2 s           |
| 7.ª | Esther Galarza         | Avinal                                | + 2 s           |
| 8.ª | Carolina Vargas        | Colnago CM                            | + 8 s           |
| 9.ª | Maria Camila Atahualpa | Sistecrédito-GW                       | + 9 s           |
| 10.ª | Ana Cristina Sanabria  | Colombia Tierra De Atletas-GW-Shimano | + 9 s           |

| \| Clasificación general \| Clasificación general \| Clasificación general \| Clasificación general \| Clasificación general \| \| Ciclista \| Ciclista \| Equipo \| Tiempo \| \| \| --------------------- \| ---------------------- \| ------------------------------------- \| --------------------- \| --------------------- \| \| 1.ª \| Diana Peñuela \| DNA Pro Cycling \| 8 h 41 min 53 s \| \| \| 2.ª \| Lina Hernández \| Colombia Tierra De Atletas-GW-Shimano \| + 22 s \| \| \| 3.ª \| Carolina Vargas \| Colnago CM \| + 42 s \| \| \| 4.ª \| Jennifer Ducuara \| Colombia Tierra De Atletas-GW-Shimano \| + 46 s \| \| \| 5.ª \| Milena Fagua \| Boyacá Avanza \| + 49 s \| \| \| 6.ª \| Andrea Alzate Gómez \| Colnago CM \| + 57 s \| \| \| 7.ª \| Ana Cristina Sanabria \| Colombia Tierra De Atletas-GW-Shimano \| + 1 min 00 s \| \| \| 8.ª \| Maria Camila Atahualpa \| Sistecrédito-GW \| + 1 min 02 s \| \| \| 9.ª \| Carolina Cordoba \| Boyacá Avanza \| + 1 min 02 s \| \| \| 10.ª \| Genesis Cortes \| Indenorte-IMRD Manzur \| + 1 min 03 s \| \| |                        |                                       |                 |
| |                        |                                       |                 |
| Fuente: ProCyclingStats |                        |                                       |                 |
| Clasificación general |                        |                                       |                 |
| Ciclista | Ciclista               | Equipo                                | Tiempo          |
| 1.ª | Diana Peñuela          | DNA Pro Cycling                       | 8 h 41 min 53 s |
| 2.ª | Lina Hernández         | Colombia Tierra De Atletas-GW-Shimano | + 22 s          |
| 3.ª | Carolina Vargas        | Colnago CM                            | + 42 s          |
| 4.ª | Jennifer Ducuara       | Colombia Tierra De Atletas-GW-Shimano | + 46 s          |
| 5.ª | Milena Fagua           | Boyacá Avanza                         | + 49 s          |
| 6.ª | Andrea Alzate Gómez    | Colnago CM                            | + 57 s          |
| 7.ª | Ana Cristina Sanabria  | Colombia Tierra De Atletas-GW-Shimano | + 1 min 00 s    |
| 8.ª | Maria Camila Atahualpa | Sistecrédito-GW                       | + 1 min 02 s    |
| 9.ª | Carolina Cordoba       | Boyacá Avanza                         | + 1 min 02 s    |
| 10.ª | Genesis Cortes         | Indenorte-IMRD Manzur                 | + 1 min 03 s    |

### 4.ª etapa
| San Gil - Barichara | contrarreloj individual | (21,3 km) |

| \| Clasificación de la etapa \| Clasificación de la etapa \| Clasificación de la etapa \| Clasificación de la etapa \| Clasificación de la etapa \| \| Ciclista \| Ciclista \| Equipo \| Tiempo \| \| \| ------------------------- \| ------------------------- \| ------------------------------------- \| ------------------------- \| ------------------------- \| \| 1.ª \| Diana Peñuela \| DNA Pro Cycling \| 39 min 40 s \| \| \| 2.ª \| Anet Barrera Esparza \| DNA Pro Cycling \| + 9 s \| \| \| 3.ª \| Lina Hernández \| Colombia Tierra De Atletas-GW-Shimano \| + 44 s \| \| \| 4.ª \| Milena Fagua \| Boyacá Avanza \| + 1 min 09 s \| \| \| 5.ª \| Ana Vivar \| Movistar Team Ecuador \| + 1 min 41 s \| \| \| 6.ª \| Shoko Kashiki \| Team Illuminate \| + 1 min 41 s \| \| \| 7.ª \| Ana Cristina Sanabria \| Colombia Tierra De Atletas-GW-Shimano \| + 1 min 43 s \| \| \| 8.ª \| Genesis Cortes \| Indenorte-IMRD Manzur \| + 2 min 08 s \| \| \| 9.ª \| Jennifer Ducuara \| Colombia Tierra De Atletas-GW-Shimano \| + 2 min 10 s \| \| \| 10.ª \| Carolina Vargas \| Colnago CM \| + 2 min 12 s \| \| |                       |                                       |              |
| |                       |                                       |              |
| Fuente: ProCyclingStats |                       |                                       |              |
| Clasificación de la etapa |                       |                                       |              |
| Ciclista | Ciclista              | Equipo                                | Tiempo       |
| 1.ª | Diana Peñuela         | DNA Pro Cycling                       | 39 min 40 s  |
| 2.ª | Anet Barrera Esparza  | DNA Pro Cycling                       | + 9 s        |
| 3.ª | Lina Hernández        | Colombia Tierra De Atletas-GW-Shimano | + 44 s       |
| 4.ª | Milena Fagua          | Boyacá Avanza                         | + 1 min 09 s |
| 5.ª | Ana Vivar             | Movistar Team Ecuador                 | + 1 min 41 s |
| 6.ª | Shoko Kashiki         | Team Illuminate                       | + 1 min 41 s |
| 7.ª | Ana Cristina Sanabria | Colombia Tierra De Atletas-GW-Shimano | + 1 min 43 s |
| 8.ª | Genesis Cortes        | Indenorte-IMRD Manzur                 | + 2 min 08 s |
| 9.ª | Jennifer Ducuara      | Colombia Tierra De Atletas-GW-Shimano | + 2 min 10 s |
| 10.ª | Carolina Vargas       | Colnago CM                            | + 2 min 12 s |

| \| Clasificación general \| Clasificación general \| Clasificación general \| Clasificación general \| Clasificación general \| \| Ciclista \| Ciclista \| Equipo \| Tiempo \| \| \| --------------------- \| ---------------------- \| ------------------------------------- \| --------------------- \| --------------------- \| \| 1.ª \| Diana Peñuela \| DNA Pro Cycling \| 9 h 21 min 33 s \| \| \| 2.ª \| Lina Hernández \| Colombia Tierra De Atletas-GW-Shimano \| + 1 min 06 s \| \| \| 3.ª \| Anet Barrera Esparza \| DNA Pro Cycling \| + 1 min 23 s \| \| \| 4.ª \| Milena Fagua \| Boyacá Avanza \| + 1 min 58 s \| \| \| 5.ª \| Ana Cristina Sanabria \| Colombia Tierra De Atletas-GW-Shimano \| + 2 min 43 s \| \| \| 6.ª \| Ana Vivar \| Movistar Team Ecuador \| + 2 min 49 s \| \| \| 7.ª \| Carolina Vargas \| Colnago CM \| + 2 min 54 s \| \| \| 8.ª \| Jennifer Ducuara \| Colombia Tierra De Atletas-GW-Shimano \| + 2 min 56 s \| \| \| 9.ª \| Genesis Cortes \| Indenorte-IMRD Manzur \| + 3 min 11 s \| \| \| 10.ª \| Maria Camila Atahualpa \| Sistecrédito-GW \| + 3 min 19 s \| \| |                        |                                       |                 |
| |                        |                                       |                 |
| Fuente: ProCyclingStats |                        |                                       |                 |
| Clasificación general |                        |                                       |                 |
| Ciclista | Ciclista               | Equipo                                | Tiempo          |
| 1.ª | Diana Peñuela          | DNA Pro Cycling                       | 9 h 21 min 33 s |
| 2.ª | Lina Hernández         | Colombia Tierra De Atletas-GW-Shimano | + 1 min 06 s    |
| 3.ª | Anet Barrera Esparza   | DNA Pro Cycling                       | + 1 min 23 s    |
| 4.ª | Milena Fagua           | Boyacá Avanza                         | + 1 min 58 s    |
| 5.ª | Ana Cristina Sanabria  | Colombia Tierra De Atletas-GW-Shimano | + 2 min 43 s    |
| 6.ª | Ana Vivar              | Movistar Team Ecuador                 | + 2 min 49 s    |
| 7.ª | Carolina Vargas        | Colnago CM                            | + 2 min 54 s    |
| 8.ª | Jennifer Ducuara       | Colombia Tierra De Atletas-GW-Shimano | + 2 min 56 s    |
| 9.ª | Genesis Cortes         | Indenorte-IMRD Manzur                 | + 3 min 11 s    |
| 10.ª | Maria Camila Atahualpa | Sistecrédito-GW                       | + 3 min 19 s    |

### 5.ª etapa
| Curití - Bucaramanga | etapa de media montaña | (103,4 km) |

| \| Clasificación de la etapa \| Clasificación de la etapa \| Clasificación de la etapa \| Clasificación de la etapa \| Clasificación de la etapa \| \| Ciclista \| Ciclista \| Equipo \| Tiempo \| \| \| ------------------------- \| ------------------------- \| ------------------------------------- \| ------------------------- \| ------------------------- \| \| 1.ª \| Estefanía Herrera \| Colombia Tierra De Atletas-GW-Shimano \| 3 h 04 min 24 s \| \| \| 2.ª \| Lina Hernández \| Colombia Tierra De Atletas-GW-Shimano \| + 1 min 32 s \| \| \| 3.ª \| Carolina Vargas \| Colnago CM \| + 1 min 32 s \| \| \| 4.ª \| Diana Peñuela \| DNA Pro Cycling \| + 1 min 32 s \| \| \| 5.ª \| Esther Galarza \| Avinal \| + 1 min 32 s \| \| \| 6.ª \| Anet Barrera Esparza \| DNA Pro Cycling \| + 1 min 32 s \| \| \| 7.ª \| Jennifer Ducuara \| Colombia Tierra De Atletas-GW-Shimano \| + 1 min 32 s \| \| \| 8.ª \| Ana Cristina Sanabria \| Colombia Tierra De Atletas-GW-Shimano \| + 1 min 32 s \| \| \| 9.ª \| Genesis Cortes \| Indenorte-IMRD Manzur \| + 1 min 32 s \| \| \| 10.ª \| Luisa Daniela Hernández \| Merquimia Team \| + 1 min 32 s \| \| |                         |                                       |                 |
| |                         |                                       |                 |
| Fuente: ProCyclingStats |                         |                                       |                 |
| Clasificación de la etapa |                         |                                       |                 |
| Ciclista | Ciclista                | Equipo                                | Tiempo          |
| 1.ª | Estefanía Herrera       | Colombia Tierra De Atletas-GW-Shimano | 3 h 04 min 24 s |
| 2.ª | Lina Hernández          | Colombia Tierra De Atletas-GW-Shimano | + 1 min 32 s    |
| 3.ª | Carolina Vargas         | Colnago CM                            | + 1 min 32 s    |
| 4.ª | Diana Peñuela           | DNA Pro Cycling                       | + 1 min 32 s    |
| 5.ª | Esther Galarza          | Avinal                                | + 1 min 32 s    |
| 6.ª | Anet Barrera Esparza    | DNA Pro Cycling                       | + 1 min 32 s    |
| 7.ª | Jennifer Ducuara        | Colombia Tierra De Atletas-GW-Shimano | + 1 min 32 s    |
| 8.ª | Ana Cristina Sanabria   | Colombia Tierra De Atletas-GW-Shimano | + 1 min 32 s    |
| 9.ª | Genesis Cortes          | Indenorte-IMRD Manzur                 | + 1 min 32 s    |
| 10.ª | Luisa Daniela Hernández | Merquimia Team                        | + 1 min 32 s    |

| \| Clasificación general \| Clasificación general \| Clasificación general \| Clasificación general \| Clasificación general \| \| Ciclista \| Ciclista \| Equipo \| Tiempo \| \| \| --------------------- \| ----------------------- \| ------------------------------------- \| --------------------- \| --------------------- \| \| 1.ª \| Diana Peñuela \| DNA Pro Cycling \| 12 h 27 min 26 s \| \| \| 2.ª \| Lina Hernández \| Colombia Tierra De Atletas-GW-Shimano \| + 1 min 01 s \| \| \| 3.ª \| Anet Barrera Esparza \| DNA Pro Cycling \| + 1 min 25 s \| \| \| 4.ª \| Ana Cristina Sanabria \| Colombia Tierra De Atletas-GW-Shimano \| + 2 min 46 s \| \| \| 5.ª \| Carolina Vargas \| Colnago CM \| + 2 min 53 s \| \| \| 6.ª \| Jennifer Ducuara \| Colombia Tierra De Atletas-GW-Shimano \| + 2 min 57 s \| \| \| 7.ª \| Genesis Cortes \| Indenorte-IMRD Manzur \| + 3 min 14 s \| \| \| 8.ª \| Esther Galarza \| Avinal \| + 4 min 10 s \| \| \| 9.ª \| Luisa Daniela Hernández \| Merquimia Team \| + 5 min 40 s \| \| \| 10.ª \| Ana Vivar \| Movistar Team Ecuador \| + 5 min 55 s \| \| |                         |                                       |                  |
| |                         |                                       |                  |
| Fuente: ProCyclingStats |                         |                                       |                  |
| Clasificación general |                         |                                       |                  |
| Ciclista | Ciclista                | Equipo                                | Tiempo           |
| 1.ª | Diana Peñuela           | DNA Pro Cycling                       | 12 h 27 min 26 s |
| 2.ª | Lina Hernández          | Colombia Tierra De Atletas-GW-Shimano | + 1 min 01 s     |
| 3.ª | Anet Barrera Esparza    | DNA Pro Cycling                       | + 1 min 25 s     |
| 4.ª | Ana Cristina Sanabria   | Colombia Tierra De Atletas-GW-Shimano | + 2 min 46 s     |
| 5.ª | Carolina Vargas         | Colnago CM                            | + 2 min 53 s     |
| 6.ª | Jennifer Ducuara        | Colombia Tierra De Atletas-GW-Shimano | + 2 min 57 s     |
| 7.ª | Genesis Cortes          | Indenorte-IMRD Manzur                 | + 3 min 14 s     |
| 8.ª | Esther Galarza          | Avinal                                | + 4 min 10 s     |
| 9.ª | Luisa Daniela Hernández | Merquimia Team                        | + 5 min 40 s     |
| 10.ª | Ana Vivar               | Movistar Team Ecuador                 | + 5 min 55 s     |

### 6.ª etapa
| Bucaramanga - Bucaramanga | etapa escarpada | (90,3 km) |

| \| Clasificación de la etapa \| Clasificación de la etapa \| Clasificación de la etapa \| Clasificación de la etapa \| Clasificación de la etapa \| \| Ciclista \| Ciclista \| Equipo \| Tiempo \| \| \| ------------------------- \| ------------------------- \| ------------------------------------- \| ------------------------- \| ------------------------- \| \| 1.ª \| Andrea Alzate Gómez \| Colnago CM \| 2 h 32 min 33 s \| \| \| 2.ª \| Natalia Muñoz \| Team Illuminate \| + 0 s \| \| \| 3.ª \| Estefanía Herrera \| Colombia Tierra De Atletas-GW-Shimano \| + 1 min 32 s \| \| \| 4.ª \| Diana Peñuela \| DNA Pro Cycling \| + 2 min 06 s \| \| \| 5.ª \| Lina Hernández \| Colombia Tierra De Atletas-GW-Shimano \| + 2 min 06 s \| \| \| 6.ª \| Carolina Vargas \| Colnago CM \| + 2 min 06 s \| \| \| 7.ª \| Esther Galarza \| Avinal \| + 2 min 06 s \| \| \| 8.ª \| Natalia Vasquez \| Movistar Team Ecuador \| + 2 min 06 s \| \| \| 9.ª \| Maria Camila Atahualpa \| Sistecrédito-GW \| + 2 min 06 s \| \| \| 10.ª \| Liseth Carrero \| Colombia \| + 2 min 06 s \| \| |                        |                                       |                 |
| |                        |                                       |                 |
| Fuente: ProCyclingStats |                        |                                       |                 |
| Clasificación de la etapa |                        |                                       |                 |
| Ciclista | Ciclista               | Equipo                                | Tiempo          |
| 1.ª | Andrea Alzate Gómez    | Colnago CM                            | 2 h 32 min 33 s |
| 2.ª | Natalia Muñoz          | Team Illuminate                       | + 0 s           |
| 3.ª | Estefanía Herrera      | Colombia Tierra De Atletas-GW-Shimano | + 1 min 32 s    |
| 4.ª | Diana Peñuela          | DNA Pro Cycling                       | + 2 min 06 s    |
| 5.ª | Lina Hernández         | Colombia Tierra De Atletas-GW-Shimano | + 2 min 06 s    |
| 6.ª | Carolina Vargas        | Colnago CM                            | + 2 min 06 s    |
| 7.ª | Esther Galarza         | Avinal                                | + 2 min 06 s    |
| 8.ª | Natalia Vasquez        | Movistar Team Ecuador                 | + 2 min 06 s    |
| 9.ª | Maria Camila Atahualpa | Sistecrédito-GW                       | + 2 min 06 s    |
| 10.ª | Liseth Carrero         | Colombia                              | + 2 min 06 s    |

## Clasificaciones finales
Las clasificaciones finalizaron de la siguiente forma:

### Clasificación general
| \| Clasificación general \| Clasificación general \| Clasificación general \| Clasificación general \| Clasificación general \| \| Ciclista \| Ciclista \| Equipo \| Tiempo \| \| \| --------------------- \| ----------------------- \| ------------------------------------- \| --------------------- \| --------------------- \| \| 1.ª \| Diana Peñuela \| DNA Pro Cycling \| 15 h 02 min 05 s \| \| \| 2.ª \| Lina Hernández \| Colombia Tierra De Atletas-GW-Shimano \| + 1 min 01 s \| \| \| 3.ª \| Anet Barrera Esparza \| DNA Pro Cycling \| + 1 min 24 s \| \| \| 4.ª \| Ana Cristina Sanabria \| Colombia Tierra De Atletas-GW-Shimano \| + 2 min 46 s \| \| \| 5.ª \| Carolina Vargas \| Colnago CM \| + 2 min 51 s \| \| \| 6.ª \| Genesis Cortes \| Indenorte-IMRD Manzur \| + 3 min 14 s \| \| \| 7.ª \| Andrea Alzate Gómez \| Colnago CM \| + 4 min 09 s \| \| \| 8.ª \| Esther Galarza \| Avinal \| + 4 min 10 s \| \| \| 9.ª \| Luisa Daniela Hernández \| Merquimia Team \| + 5 min 40 s \| \| \| 10.ª \| Ana Vivar \| Movistar Team Ecuador \| + 5 min 52 s \| \| |                         |                                       |                  |
| |                         |                                       |                  |
| Fuente: ProCyclingStats |                         |                                       |                  |
| Clasificación general |                         |                                       |                  |
| Ciclista | Ciclista                | Equipo                                | Tiempo           |
| 1.ª | Diana Peñuela           | DNA Pro Cycling                       | 15 h 02 min 05 s |
| 2.ª | Lina Hernández          | Colombia Tierra De Atletas-GW-Shimano | + 1 min 01 s     |
| 3.ª | Anet Barrera Esparza    | DNA Pro Cycling                       | + 1 min 24 s     |
| 4.ª | Ana Cristina Sanabria   | Colombia Tierra De Atletas-GW-Shimano | + 2 min 46 s     |
| 5.ª | Carolina Vargas         | Colnago CM                            | + 2 min 51 s     |
| 6.ª | Genesis Cortes          | Indenorte-IMRD Manzur                 | + 3 min 14 s     |
| 7.ª | Andrea Alzate Gómez     | Colnago CM                            | + 4 min 09 s     |
| 8.ª | Esther Galarza          | Avinal                                | + 4 min 10 s     |
| 9.ª | Luisa Daniela Hernández | Merquimia Team                        | + 5 min 40 s     |
| 10.ª | Ana Vivar               | Movistar Team Ecuador                 | + 5 min 52 s     |

### Clasificación por puntos
| Clasificación por puntos | Clasificación por puntos | Clasificación por puntos              | Clasificación por puntos | Clasificación por puntos |
| Ciclista                 | Ciclista                 | Equipo                                | Puntos                   |                          |
| ------------------------ | ------------------------ | ------------------------------------- | ------------------------ | ------------------------ |
| 1.ª                      | Diana Peñuela            | DNA Pro Cycling                       | 76 pts                   |                          |
| 2.ª                      | Lina Hernández           | Colombia Tierra De Atletas-GW-Shimano | 62 pts                   |                          |
| 3.ª                      | Carolina Vargas          | Colnago CM                            | 42 pts                   |                          |
| 4.ª                      | Andrea Alzate Gómez      | Colnago CM                            | 35 pts                   |                          |
| 5.ª                      | Estefanía Herrera        | Colombia Tierra De Atletas-GW-Shimano | 31 pts                   |                          |
| 6.ª                      | Jennifer Ducuara         | Colombia Tierra De Atletas-GW-Shimano | 31 pts                   |                          |
| 7.ª                      | Esther Galarza           | Avinal                                | 17 pts                   |                          |
| 8.ª                      | Anet Barrera Esparza     | DNA Pro Cycling                       | 16 pts                   |                          |
| 9.ª                      | Ana Cristina Sanabria    | Colombia Tierra De Atletas-GW-Shimano | 15 pts                   |                          |
| 10.ª                     | Genesis Cortes           | Indenorte-IMRD Manzur                 | 14 pts                   |                          |

### Clasificación de la montaña
| Clasificación de la montaña | Clasificación de la montaña | Clasificación de la montaña           | Clasificación de la montaña | Clasificación de la montaña |
| Ciclista                    | Ciclista                    | Equipo                                | Puntos                      |                             |
| --------------------------- | --------------------------- | ------------------------------------- | --------------------------- | --------------------------- |
| 1.ª                         | Ana Cristina Sanabria       | Colombia Tierra De Atletas-GW-Shimano | 18 pts                      |                             |
| 2.ª                         | Carolina Cordoba            | Boyacá Avanza                         | 8 pts                       |                             |
| 3.ª                         | Estefanía Herrera           | Colombia Tierra De Atletas-GW-Shimano | 6 pts                       |                             |
| 4.ª                         | Anet Barrera Esparza        | DNA Pro Cycling                       | 6 pts                       |                             |
| 5.ª                         | Lina Hernández              | Colombia Tierra De Atletas-GW-Shimano | 5 pts                       |                             |
| 6.ª                         | Catalina Gómez              | Supergiros-Alcaldía de Manizales      | 4 pts                       |                             |
| 7.ª                         | Carolina Vargas             | Colnago CM                            | 4 pts                       |                             |
| 8.ª                         | Shoko Kashiki               | Team Illuminate                       | 4 pts                       |                             |
| 9.ª                         | Genesis Cortes              | Indenorte-IMRD Manzur                 | 3 pts                       |                             |
| 10.ª                        | Diana Peñuela               | DNA Pro Cycling                       | 3 pts                       |                             |

### Clasificación de las metas volantes
| Clasificación de las metas volantes | Clasificación de las metas volantes | Clasificación de las metas volantes   | Clasificación de las metas volantes | Clasificación de las metas volantes |
| Ciclista                            | Ciclista                            | Equipo                                | Puntos                              |                                     |
| ----------------------------------- | ----------------------------------- | ------------------------------------- | ----------------------------------- | ----------------------------------- |
| 1.ª                                 | Vanesa Martínez                     | Merquimia Team                        | 12 pts                              |                                     |
| 2.ª                                 | Diana Peñuela                       | DNA Pro Cycling                       | 11 pts                              |                                     |
| 3.ª                                 | Katherine Montoya                   | Sistecrédito-GW                       | 8 pts                               |                                     |
| 4.ª                                 | María Latriglia                     | Colnago CM                            | 7 pts                               |                                     |
| 5.ª                                 | Lina Hernández                      | Colombia Tierra De Atletas-GW-Shimano | 5 pts                               |                                     |
| 6.ª                                 | Andrea Alzate Gómez                 | Colnago CM                            | 3 pts                               |                                     |
| 7.ª                                 | Ana Vivar                           | Movistar Team Ecuador                 | 3 pts                               |                                     |
| 8.ª                                 | Laura Daniela Rojas                 | Boyacá Avanza                         | 3 pts                               |                                     |
| 9.ª                                 | Catalina Gómez                      | Supergiros-Alcaldía de Manizales      | 3 pts                               |                                     |
| 10.ª                                | Catalina Gómez                      | Sistecrédito-GW                       | 3 pts                               |                                     |

### Clasificación sub-23
| Clasificación sub-23 | Clasificación sub-23   | Clasificación sub-23  | Clasificación sub-23 | Clasificación sub-23 |
| Ciclista             | Ciclista               | Equipo                | Tiempo               |                      |
| -------------------- | ---------------------- | --------------------- | -------------------- | -------------------- |
| 1.ª                  | Carolina Vargas        | Colnago CM            | 15 h 04 min 56 s     |                      |
| 2.ª                  | Genesis Cortes         | Indenorte-IMRD Manzur | + 23 s               |                      |
| 3.ª                  | Ana Vivar              | Movistar Team Ecuador | + 3 min 01 s         |                      |
| 4.ª                  | Maria Camila Atahualpa | Sistecrédito-GW       | + 3 min 08 s         |                      |
| 5.ª                  | Laura Daniela Rojas    | Boyacá Avanza         | + 4 min 52 s         |                      |
| 6.ª                  | Luisa Morales          | Avinal                | + 7 min 32 s         |                      |
| 7.ª                  | Anette Saavedra        | Liro Sport            | + 12 min 30 s        |                      |
| 8.ª                  | Stefania Sánchez       | Colnago CM            | + 17 min 55 s        |                      |
| 9.ª                  | Paula Barrios          | Liro Sport            | + 18 min 58 s        |                      |
| 10.ª                 | María Uribe            | Liga de Santander     | + 23 min 32 s        |                      |

### Clasificación por equipos
| Clasificación por equipos | Clasificación por equipos             | Clasificación por equipos | Clasificación por equipos |
| Equipo                    | Equipo                                | Tiempo                    |                           |
| ------------------------- | ------------------------------------- | ------------------------- | ------------------------- |
| 1.º                       | Colombia Tierra De Atletas-GW-Shimano | 45 h 11 min 24 s          |                           |
| 2.º                       | Colnago CM                            | + 22 min 25 s             |                           |
| 3.º                       | Boyacá Avanza                         | + 25 min 13 s             |                           |
| 4.º                       | DNA Pro Cycling                       | + 32 min 37 s             |                           |
| 5.º                       | Sistecrédito-GW                       | + 49 min 34 s             |                           |
| 6.º                       | Avinal                                | + 50 min 09 s             |                           |
| 7.º                       | Colombia                              | + 1 h 12 min 36 s         |                           |
| 8.º                       | Liro Sport                            | + 1 h 13 min 13 s         |                           |
| 9.º                       | Ciclismo Capital LMC Bogotá           | + 1 h 34 min 00 s         |                           |
| 10.º                      | Merquimia Team                        | + 1 h 44 min 09 s         |                           |

## Evolución de las clasificaciones
| Etapa                   |                         | Ganador             | Clasificación general | Puntos        | Montaña               | Metas volantes  | Jóvenes         | Equipo _                              |
| ----------------------- | ----------------------- | ------------------- | --------------------- | ------------- | --------------------- | --------------- | --------------- | ------------------------------------- |
| 1.ª etapa               | etapa de media montaña  | Diana Peñuela       | Diana Peñuela         | Diana Peñuela | Carolina Cordoba      | Vanesa Martínez | Carolina Vargas | Colombia Tierra De Atletas-GW-Shimano |
| 2.ª etapa               | etapa escarpada         | Diana Peñuela       | Diana Peñuela         | Diana Peñuela | Ana Cristina Sanabria | Vanesa Martínez | Carolina Vargas | Colombia Tierra De Atletas-GW-Shimano |
| 3.ª etapa               | etapa llana             | Diana Peñuela       | Diana Peñuela         | Diana Peñuela | Ana Cristina Sanabria | Vanesa Martínez | Carolina Vargas | Colombia Tierra De Atletas-GW-Shimano |
| 4.ª etapa               | contrarreloj individual | Diana Peñuela       | Diana Peñuela         | Diana Peñuela | Milena Fagua          | Vanesa Martínez | Ana Vivar       | Colombia Tierra De Atletas-GW-Shimano |
| 5.ª etapa               | etapa de media montaña  | Estefanía Herrera   | Diana Peñuela         | Diana Peñuela | Ana Cristina Sanabria | Diana Peñuela   | Carolina Vargas | Colombia Tierra De Atletas-GW-Shimano |
| 6.ª etapa               | etapa escarpada         | Andrea Alzate Gómez | Diana Peñuela         | Diana Peñuela | Ana Cristina Sanabria | Vanesa Martínez | Carolina Vargas | Colombia Tierra De Atletas-GW-Shimano |
| Clasificaciones finales | Clasificaciones finales |                     | Diana Peñuela         | Diana Peñuela | Ana Cristina Sanabria | Vanesa Martínez | Carolina Vargas | Colombia Tierra De Atletas-GW-Shimano |